# Angraecum ferkoanum
Angraecum ferkoanum är en orkidéart som beskrevs av Rudolf Schlechter. Angraecum ferkoanum ingår i släktet Angraecum och familjen orkidéer. Inga underarter finns listade i Catalogue of Life.

## Bildgalleri

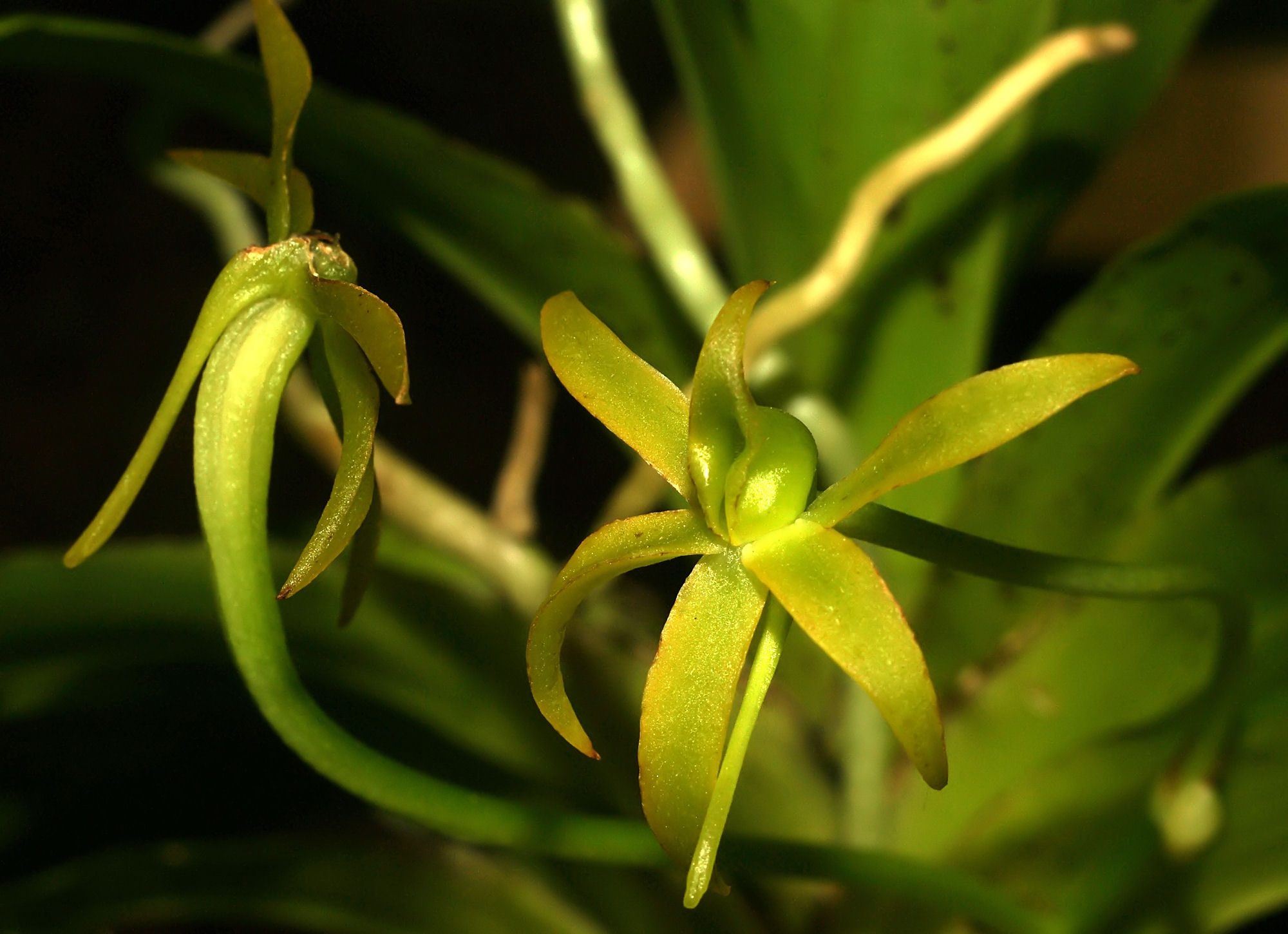